# 粗毛芒毛苣苔
粗毛芒毛苣苔（学名：Aeschynanthus pachytrichus）为苦苣苔科芒毛苣苔属下的一个种。

## 扩展阅读
- 維基物種上的相關：粗毛芒毛苣苔